# Invicta Racing
Tým Invicta Racing (dříve známý jako Virtuosi Racing) je britské závodní uskupení se základnou v Attleborough, Norfolk, v Anglii. Původně fungoval jako Virtuosi Racing, s tradicí sahající až do roku 2012, záhy se etabloval ve formuli GP2/F2 a stal se také provozovatel týmu Russian Time. V roce 2023 – 2024 došlo ke strategickému přechodu, kdy Invicta Watch Group nejprve vstoupila jako partner a od roku 2024 tým kompletně převzala a přejmenovala. Pod novým vedením (James Robinson — CEO a Team Principal; Geoff Spear — Team Manager) tým slaví největší úspěchy – v roce 2024 získal tituly jak v klasifikaci jezdců (Gabriel Bortoleto). Současnými jezdci jsou Leonardo Fornaroli a Roman Staněk.